# Xã Sheridan, Quận Poweshiek, Iowa
Xã Sheridan (tiếng Anh: Sheridan Township) là một xã thuộc quận Poweshiek, tiểu bang Iowa, Hoa Kỳ. Năm 2010, dân số của xã này là 248 người.